# Bariosincosita
La bariosincosita es un mineral de la clase de los fosfatos,  el análogo de la sincosita con bario en lugar del calcio. Fue descrita por Pring et al. (1999) en ejemplares procedentes de Spring Creek, en Australia. Su nombre procede del de la sincosita, teniendo en cuenta la diferencia en la composición química

## Características químicas
Es un fosfato hidratado de bario con aniones adicionales de vanadato, análogo de la sincosita con bario en lugar del calcio, de fórmula Ba(VO)2(PO4)2.4H2O
Presenta una química y estructura análoga a la de los uranilo-fosfatos bandeados, pero con grupos funcionales vanadato en lugar de los grupos uranilo.

## Características físicas y yacimiento
Se encuentra como agrupaciones divergentes de cristales laminares de contorno rectangular, de color verde claro, traslúcidos, muy frágiles, de tamaño milimétrico. Es un mineral extraordinariamente raro, que aparece como mineral secundario asociado a pizarras carbonosas, que han actuado concentrando el vanadio. Se encuentra en la localidad tipo, Spring Creek, en Australia, y en las pizarras que aparecen en la cantera de magnesita de Eugui, en Esteribar (Navarra).